# Francesco Segna
Francesco kardinal Segna, italijanski rimskokatoliški duhovnik in kardinal, * 31. avgust 1836, Poggio Ginolfo, † 4. januar 1911.

## Življenjepis
20. decembra 1860 je prejel duhovniško posvečenje.
13. julija 1891 je bil imenovan za tajnika Kongregacije za izredne eklestične zadeve.
18. maja 1894 je bil povzdignjen v kardinala in imenovan za kardinal-diakona S. Maria in Portico.
4. julija 1896 je bil imenovan za arhivista Vatikanskih tajnih arhivov.
13. januarja 1908 je bil imenovan za prefekta Indexa.
Umrl je 4. januarja 1911.